# グラミー理事会賞
グラミー理事会賞（英: Grammy Trustees Award）は、ザ・レコーディング・アカデミーによって「音楽、テクノロジーなどの分野でのキャリアを通じて、パフォーマンス以外の面でレコーディングの分野に多大な貢献をした個人」に授与される。1983年以降、演奏者もこの賞を授与されるようになった。この賞は、演奏者を称えるグラミー生涯業績賞とは異なる。

## 理事会賞受賞者
次の個人が理事会賞を受賞した。受賞年順に記載。
| 年   | 受賞者 | 脚注  |
| ---- | --- | ----- |
| 1967 | ゲオルク・ショルティ、ジョン・カルショウ |       |
| 1968 | デューク・エリントン、ビリー・ストレイホーン、クシシュトフ・ペンデレツキ                                                                                       |       |
| 1970 | ロバート・モーグ |       |
| 1971 | クリス・アルバートソン、ジョン・ハモンド、ラリー・ヒラー、ポール・ウェストン                                                                                   |       |
| 1972 | ビートルズ |       |
| 1977 | トーマス・エジソン、レオポルド・ストコフスキー |       |
| 1979 | ゴダード・リーバーソン、フランク・シナトラ |       |
| 1981 | カウント・ベイシー、アーロン・コープランド |       |
| 1983 | レス・ポール |       |
| 1984 | バルトーク・ベーラ |       |
| 1985 | エルドリッジ・R・ジョンソン |       |
| 1986 | ジョージ・アンド・アイラ・ガーシュウィン |       |
| 1987 | ハロルド・アーレン、エミール・ベルリナー、ジェローム・カーン、ジョニー・マーサー                                                                               |       |
| 1989 | ウォルト・ディズニー、クインシー・ジョーンズ、コール・ポーター                                                                                                 |       |
| 1990 | ディック・クラーク |       |
| 1991 | ミルト・ゲイブラー、ベリー・ゴーディ、サム・フィリップス |       |
| 1992 | トーマス・A・ドーシー、クリスティーン・ファーノン、オスカー・ハマースタイン2世、ロレンツ・ハート                                                               |       |
| 1993 | アーメット・アンド・ネスヒ・アーティガン、W・C・ハンディ、ジョージ・T・サイモン                                                                                |       |
| 1994 | ノーマン・グランツ |       |
| 1995 | ピエール・コゼット |       |
| 1996 | ジョージ・マーティン、ジェリー・ウェクスラー |       |
| 1997 | ハーブ・アルパート、ジェリー・モス、バート・バカラック、ハル・デヴィッド、アラン・ジェイ・ラーナー、フレデリック・ロウ、ジェリー・リーバーとマイク・ストーラー |       |
| 1998 | ホーランド＝ドジャー＝ホーランド、フランシス・プレストン、リチャード・ロジャース                                                                               |       |
| 1999 | ケネス・ギャンブル・アンド・レオン・ハフ |       |
| 2000 | クライヴ・デイヴィス、フィル・スペクター |       |
| 2001 | アリフ・マーディン、フィル・ラモーン |       |
| 2002 | トム・ダウド、アラン・フリード |       |
| 2003 | アラン・ローマックス、ニューヨーク・フィルハーモニック |       |
| 2004 | ジェリー・ゴフィン、キャロル・キング、オリン・キープニュース、マリアン・マクパートランド                                                                       |       |
| 2005 | ホーギー・カーマイケル、ドン・コーネリアス、アルフレッド・ライオン、ビリー・テイラー                                                                           |       |
| 2006 | クリス・ブラックウェル、オウエン・ブラッドリー、アル・シュミット                                                                                               |       |
| 2007 | エステル・アクストン、コズィモ・マタッサ、スティーヴン・ソンドハイム                                                                                           |       |
| 2008 | クラレンス・アヴァント、ジャック・ホルツマン、ウィリー・ミッチェル                                                                                             |       |
| 2009 | ジョージ・アヴァキアン、エリオット・カーター、アラン・トゥーサン                                                                                               |       |
| 2010 | ハロルド・ブラッドリー、フローレンス・グリーンバーグ、ウォルター・C・ミラー                                                                                    |       |
| 2011 | アル・ベル、ウィルマ・コザート・ファイン、ブルース・ランドヴァル                                                                                               |       |
| 2012 | デイヴ・バーソロミュー、スティーブ・ジョブズ、ルディ・ヴァン・ゲルダー                                                                                         |       |
| 2013 | アラン・アンド・マリリン・バーグマン、レナード・アンド・フィル・チェス、アラン・リヴィングストン                                                               |       |
| 2014 | エンニオ・モリコーネ、リック・ホール、ジム・マーシャル | [ 4 ] |
| 2015 | バリー・マン・アンド・シンシア・ワイル、リチャード・ペリー、ジョージ・ウェイン                                                                                 |       |
| 2016 | ジョン・ケージ、フレッド・フォスター、クリス・ストラックウィッツ                                                                                               |       |
| 2017 | トム・ベル、モー・オースティン、ラルフ・ピアー |       |
| 2018 | ビル・グラハム、シーモア・スタイン、ジョン・ウィリアムズ |       |
| 2019 | ルー・アドラー、アシュフォード&シンプソン、ジョニー・マンデル                                                                                                  |       |
| 2020 | フランク・バックリー・ウォーカー、ケネス・アーリッヒ、フィリップ・グラス                                                                                       |       |
| 2021 | エド・チャーニー、ベニー・ゴルソン、ケネス・"ベイビーフェイス"・エドモンズ                                                                                     |       |
| 2023 | ヘンリー・ディルツ、エリス・マルサリス・ジュニア、ジム・スチュワート                                                                                           |       |
| 2024 | ピーター・アッシャー、クール・ハーク、ジョエル・カッツ |       |
| 2025 | エロル・ガーナー、グリン・ジョンズ、タニア・レオン |       |